# Зав'ялово (Зав'яловський район, Алтайський край)
Зав'я́лово (рос. Завьялово) — село, центр Зав'яловського району Алтайського краю, Росія. Адміністративний центр Зав'яловської сільської ради.

## Населення
Населення — 6928 осіб (2010; 7451 у 2002).
Національний склад (станом на 2002 рік):
- росіяни — 90 %